# داتنبرگ
داتنبرگ (به آلمانی: Dattenberg) یک شهر در آلمان است که در Neuwied واقع شده‌است. داتنبرگ ۱٬۶۱۰ نفر جمعیت دارد.